# BMC ADO10
BMC ADO10 är en serie personbilar, tillverkade av British Motor Corporation mellan 1959 och 1968.

## Bakgrund
Samtidigt som BMC jobbade med den nya mellanklassbilen ADO9, tog man även fram en ny sexcylindrig bil i trelitersklassen. Både Austin- och Wolseley-modellen skulle framdeles dela samma motor och kaross. Bilarna skildes bara åt genom detaljutsmyckning på utsidan och olika utrustningsnivå på interiören. Karossen ritades av Pininfarina och likt den mindre ADO9 hade den rejäla fenor på bakskärmarna. 

## ADO10 (Austin/Wolseley 1959-61)
BMC:s stora sexcylindriga bil introducerades våren 1959. Austin-versionen var tämligen alldaglig, både till kaross och inredning, medan den lyxigare Wolseleyn hade mer påkostad inredning, med träpaneler och läderklädsel, samt sin traditionella Wolseley-kylare.
Bilen tillverkades i två versioner:
- Austin A99 Westminster
- Wolseley 6/99

## ADO37 (Vanden Plas 1959-64)
Austin hade sålt en lyxigare Vanden Plas-version av sin A105-modell. Till dess efterföljare planerades motsvarande lyxversion, som skulle erbjudas till både Austin- och Wolseley-modellen. Det slutade med att Vanden Plas blev ett eget märke och projekt ADO37 blev en tredje version på Farina-temat. 
Vanden Plas Princess 3 litre presenterades på London Motor Show 1959. Bilen utmärkte sig med sin lyxiga interiör, med mycket trä och läder. På utsidan hade den sin egen front med speciell kylargrill och separata dimstrålkastare.
1961 uppdaterades Princess enligt ADO53-specifikation, med starkare motor och förbättrad hjulupphängning. Interiören blev ännu lite lyxigare, med bland annat picknick-bord för passagerarna på framstolarnas ryggstöd. Bilen ersattes 1964 av Princess 4 litre R.
3-litersmodellen tillverkades i 12 700 exemplar.

## ADO53 (Austin/Wolseley 1961-68)
Hösten 1961 introducerades den förbättrade ADO53. Den hade högre motoreffekt och modifierad hjulupphängning med längre hjulbas.
På modellprogrammet stod nu:
- Austin A110 Westminster
- Wolseley 6/110

I maj 1964 kom Mk II-versionen, med fyrväxlad växellåda, mindre trettontums-fälgar och modifierad inredning. 
I samband med Leyland Motors övertagande, avslutades produktionen i mars 1968. Austin fick en kortvarig efterträdare i Austin 3-litre, medan produktionen av stora Wolseley-bilar upphörde för gott.
Tillverkningen uppgick till 39 515 st Austin och 37 209 st Wolseley.

## ADO66 (Vanden Plas 1964-68)
I början av sextiotalet förde  Rolls-Royce diskussioner med BMC om att ta fram en mindre bil, en ”baby-Bentley”. Bilen skulle dela kaross med Vanden Plas och ha en Rolls-motor. Princess-karossen modifierades så att den anstod en Bentley. Bakpartiet ritades om så att de otidsenliga fenorna försvann. Även taket modifierades, för bättre innerutrymmen. 
Projekt ADO66 resulterade aldrig i någon ny Bentley, men BMC introducerade sin version, Vanden Plas Princess 4 litre R i augusti 1964. Bilen tillverkades i 6 555 exemplar fram till maj 1968.

## Motor
ADO10 använde BMC:s C-motor, som hade tagits fram av Morris för att ersätta den äldre Wolseley-sexan. Från 1961 tog man ut högre effekt med hjälp av modifieringar från Austin-Healey 3000.
Princess 4 litre R använde Rolls-Royces FB60-motor, som tidigare suttit i bland annat Rolls-Royce Silver Cloud. I detta utförande hade den mindre slagvolym tack vare kortare slaglängd och var byggd helt i aluminium och därför lättare än den mindre BMC-sexan. Rolls-motorn hade en F-topp, det vill säga den hade toppventiler på insugssidan och sidventiler på avgassidan.
| Modell | Motor                 | Cylindervolym | Effekt | Bränslesystem       |
| ------ | --------------------- | ------------- | ------ | ------------------- |
| ADO10  | 6-cyl radmotor ohv    | 2912 cm³      | 103 hk | Dubbla SU förgasare |
| ADO53  | 6-cyl radmotor ohv    | 2912 cm³      | 120 hk | Dubbla SU förgasare |
| ADO66  | 6-cyl radmotor F-topp | 3909 cm³      | 175 hk | Dubbla SU förgasare |

## Bilder

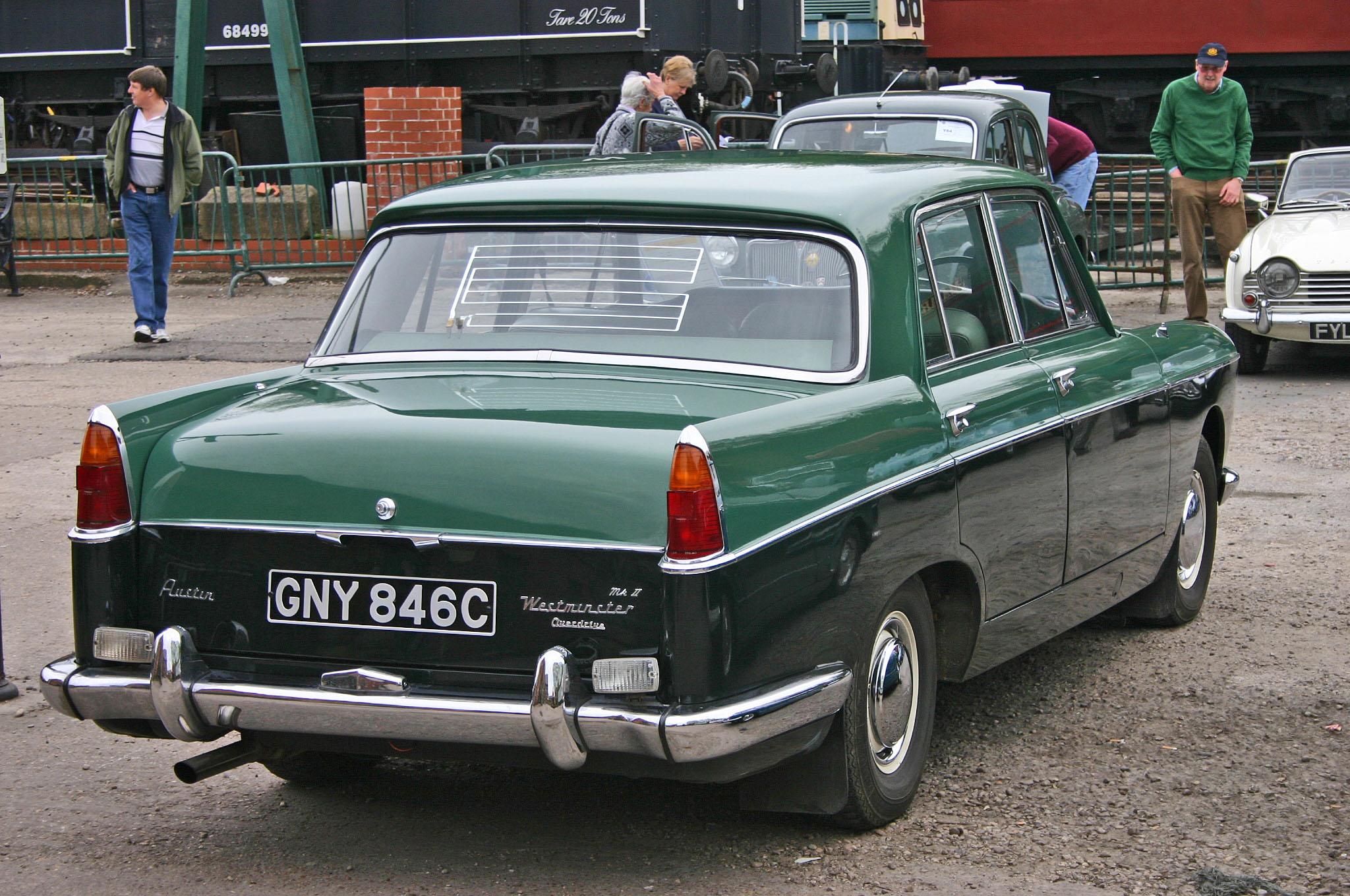
Austin A110
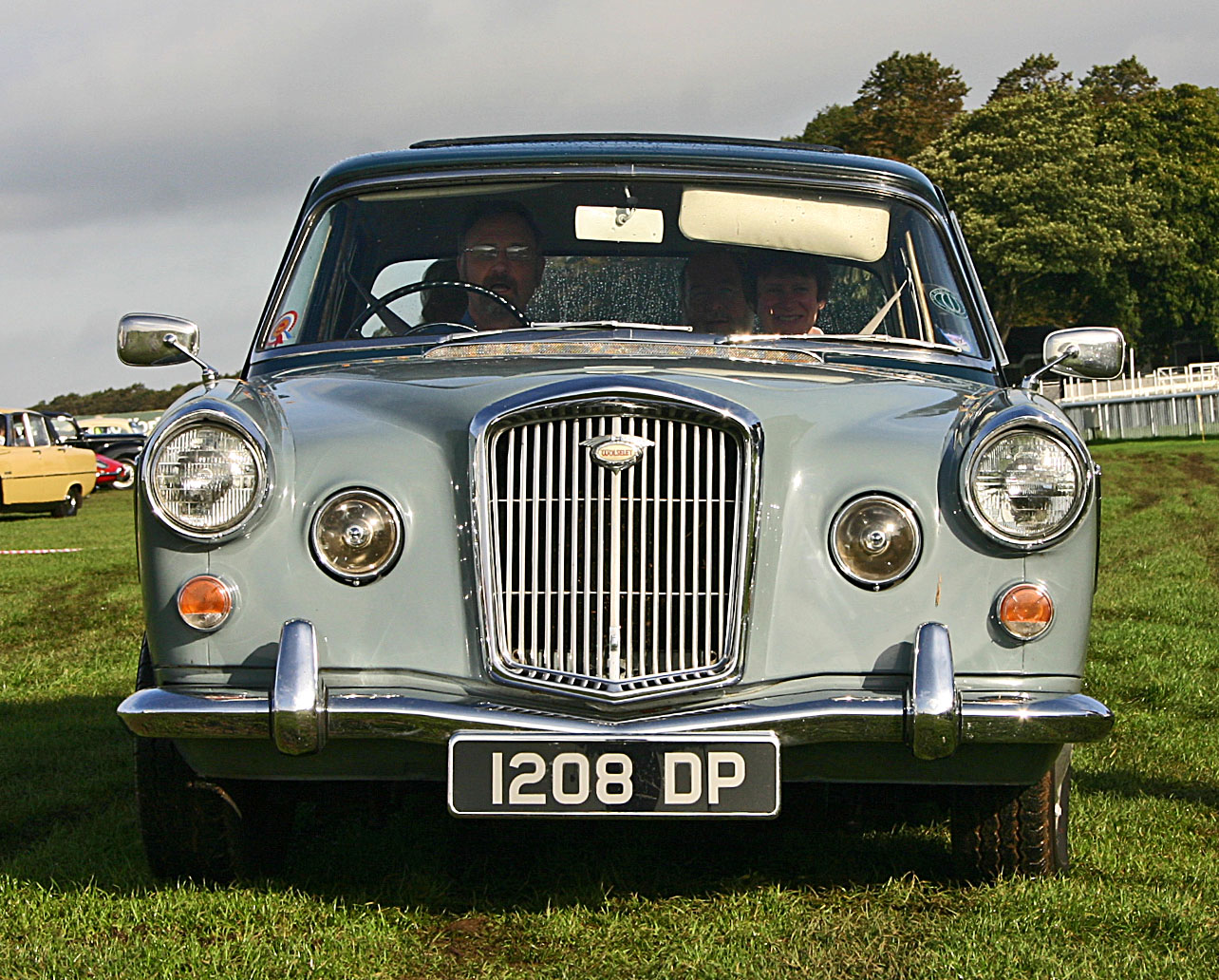
Wolseley 6/110
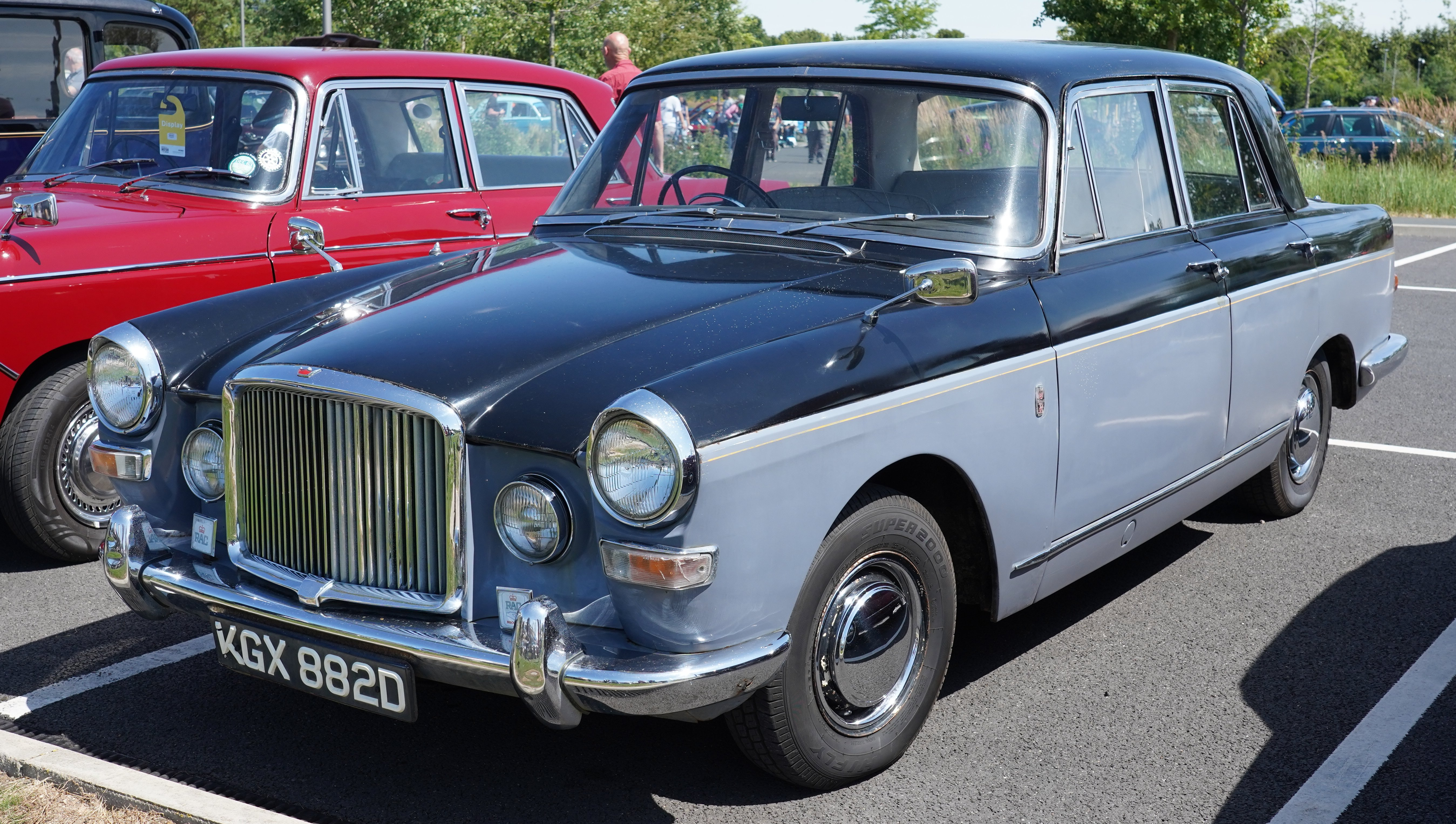
Vanden Plas Princess R